# Pintures damunt masonita
Les pintures damunt masonita són una sèrie de 27 pintures abstractes fetes per Joan Miró l'any 1936, després que fou declarada la Guerra Civil el 18 de juliol. Són obres de ruptura amb les seves fases anteriors, i formen part de la seva etapa de "pintures salvatges", una etiqueta establerta pel mateix artista per descriure les obres fetes durant els dos anys precedents a la Guerra Civil, entre 1934 i 1936.
| «           | Pels volts del 15 d'octubre acabaré les pintures que constitueixen l'etapa d'aquest estiu. En total n'hi haurà 26, d'un format de 108 × 78, damunt masonite, que és una matèria molt sòlida. Són pintures d'una gran potència expressiva i amb una gran força matèrica... | » |
| — Joan Miró | |   |

## Anàlisi
Rosa Maria Malet, llicenciada en filosofia, crítica d'art, experta en l'obra de Joan Miró i directora de la seva fundació a Barcelona, compara les masonites amb les "pintures salvatges" immediatament precedents, pintades sobre coure i altres materials:
| «                   | El 18 de juliol es declara la Guerra Civil. Davant d'aquest fet, Miró no pintarà testimonis dels fets, sinó una mena d'exorcismes violents i directes, les 27 masonites. El que és salvatge, en aquesta sèrie, no són les representacions, sinó l'acte mateix de pintar. Els monstres són substituïts per l'atac directe del pintor sobre el suport que li serveix d'estímul. La matèria del fons, la masonita, no quedarà mai amagada del tot. Al damunt Miró depositarà el blanc de la caseïna, el negre del ripolí o del quitrà, sorra, betum... […] Les masonites tenen la força d'un crit. | » |
| — Rosa Maria Malet, | |   |

El Museu d'Art Modern de Nova York també emfatitza la violència de la tècnica emprada:
| «                                               | […] de fa temps se suggereix que aquestes obres representen la resposta de Miró a l'agitació emocional i física al seu país, tot i que l'artista insistí que foren produïdes "malgrat els esdeveniments". En aquestes obres, la narrativa és reemplaçada per una major èmfasi en la textura i els materials, incloent pintura a l'oli i esmalt, caseïna, quitrà, sorra i reble. Miró a vegades atacava els seus panells de masonita violentament, esgratinyant cràters al material fibrós, creant marques irreversibles i transmetent una sensació de immediatesa crua. | » |
| — Nota de premsa, MOMA, originalment en anglès, | |   |

Les obres foren pintades entre Mont-roig del Camp i Barcelona. Poc després de pintar-les, l'artista se n'anava del país per tornar a París a la tardor del 1936, on s'instal·laria per 4 anys. Es tracta d'una sèrie complexa on el pintor empra colors limitats i austers. Moltes de les obres tenen incrustacions de pintura barrejada amb sorra, perforacions o esquinçades.

## La sèrie
| Registre   | Obra          | Data          | Format                                       | Mides (cm)  | Museu                           | Ciutat    | Ref.                 |
| ---------- | ------------- | ------------- | -------------------------------------------- | ----------- | ------------------------------- | --------- | -------------------- |
|            | Pintura I     | Estiu de 1936 | Oli, quitrà, caseïna i sorra damunt masonite | 78 × 108 cm | Col·lecció privada              | ND        | [ 9 ]                |
|            | Pintura II    | Estiu de 1936 | Oli, quitrà, caseïna i sorra damunt masonite | 78 × 108 cm | Col·lecció privada              | ND        | [ 9 ]                |
|            | Pintura III   | Estiu de 1936 | Oli, quitrà, caseïna i sorra damunt masonite | 78 × 108 cm | Col·lecció privada              | ND        | [ 9 ] [ 10 ]         |
|            | Pintura IV    | Estiu de 1936 | Oli, quitrà, caseïna i sorra damunt masonite | 78 × 108 cm | Col·lecció privada              | ND        | [ 9 ]                |
|            | Pintura V     | Estiu de 1936 | Oli, quitrà, caseïna i sorra damunt masonite | 78 × 108 cm | Col·lecció privada              | ND        | [ 9 ]                |
|            | Pintura VI    | Estiu de 1936 | Oli, quitrà, caseïna i sorra damunt masonite | 78 × 108 cm | Col·lecció privada              | ND        | [ 9 ]                |
|            | Pintura VII   | Estiu de 1936 | Oli, quitrà, caseïna i sorra damunt masonite | 78 × 108 cm | Col·lecció privada              | ND        | [ 9 ]                |
|            | Pintura VIII  | Estiu de 1936 | Oli, quitrà, caseïna i sorra damunt masonite | 78 × 108 cm | Col·lecció privada              | ND        | [ 9 ] [ 11 ]         |
|            | Pintura IX    | Estiu de 1936 | Oli, quitrà, caseïna i sorra damunt masonite | 78 × 108 cm | Nagasaki Prefectural Art Museum | Japó      | [ 9 ] [ 12 ]         |
|            | Pintura X     | Estiu de 1936 | Oli, quitrà, caseïna i sorra damunt masonite | 78 × 108 cm | Col·lecció privada              | ND        | [ 9 ] [ 13 ]         |
|            | Pintura XI    | Estiu de 1936 | Oli, quitrà, caseïna i sorra damunt masonite | 78 × 108 cm | Col·lecció privada              | ND        | [ 9 ]                |
|            | Pintura XII   | Estiu de 1936 | Oli, quitrà, caseïna i sorra damunt masonite | 78 × 108 cm | Col·lecció privada              | ND        | [ 9 ]                |
|            | Pintura XIII  | Estiu de 1936 | Oli, quitrà, caseïna i sorra damunt masonite | 78 × 108 cm | Col·lecció privada              | ND        | [ 9 ]                |
|            | Pintura XIV   | Estiu de 1936 | Oli, quitrà, caseïna i sorra damunt masonite | 108 × 78 cm | Fundació Joan Miró              | Barcelona | [ 9 ] [ 14 ] [ 15 ]  |
|            | Pintura XV    | Estiu de 1936 | Oli, quitrà, caseïna i sorra damunt masonite | 78 × 108 cm | Museu d'Israel                  | Jerusalem | [ 9 ]                |
|            | Pintura XVI   | Estiu de 1936 | Oli, quitrà, caseïna i sorra damunt masonite | 78 × 108 cm | Col·lecció privada              | ND        | [ 9 ]                |
|            | Pintura XVII  | Estiu de 1936 | Oli, quitrà, caseïna i sorra damunt masonite | 108 × 78 cm | Col·lecció privada              | ND        | [ 9 ]                |
|            | Pintura XVIII | Estiu de 1936 | Oli, quitrà, caseïna i sorra damunt masonite | 78 × 108 cm | Col·lecció privada              | ND        | [ 9 ]                |
|            | Pintura XIX   | Estiu de 1936 | Oli, quitrà, caseïna i sorra damunt masonite | 78 × 108 cm | Col·lecció privada              | ND        | [ 9 ]                |
|            | Pintura XX    | Estiu de 1936 | Oli, quitrà, caseïna i sorra damunt masonite | 78 × 108 cm | Col·lecció privada              | ND        | [ 9 ]                |
| F.J.M.4677 | Pintura XXI   | Estiu de 1936 | Oli, quitrà, caseïna i sorra damunt masonite | 78 × 108 cm | Fundació Joan Miró              | Barcelona | [ 16 ] [ 17 ] [ 18 ] |
|            | Pintura XXII  | Estiu de 1936 | Oli, quitrà, caseïna i sorra damunt masonite | 78 × 108 cm | Col·lecció privada              | ND        | [ 9 ]                |
|            | Pintura XXIII | Estiu de 1936 | Oli, quitrà, caseïna i sorra damunt masonite | 78 × 108 cm | Institut d'Art de Chicago       | Chicago   | [ 9 ]                |
|            | Pintura XXIV  | Estiu de 1936 | Oli, quitrà, caseïna i sorra damunt masonite | 108 × 78 cm | Col·lecció privada              | ND        | [ 9 ]                |
|            | Pintura XXV   | Estiu de 1936 | Oli, quitrà, caseïna i sorra damunt masonite | 78 × 108 cm | Col·lecció privada              | ND        | [ 9 ]                |
|            | Pintura XXVI  | Estiu de 1936 | Oli, quitrà, caseïna i sorra damunt masonite | 78 × 108 cm | Col·lecció privada              | Londres   | [ 9 ]                |
|            | Pintura XXVII | Estiu de 1936 | Oli, quitrà, caseïna i sorra damunt masonite | 78 × 108 cm | Col·lecció privada              | ND        | [ 9 ]                |